# Klaartje de Zwarte-Walvischbrug
De Klaartje de Zwarte-Walvischbrug (brug 1925) is een bouwkundig kunstwerk in Amsterdam-Oost.
Het vormt met brug 159 en de Jaap Kunstbrug (brug 1926) de verbinding tussen de noord- en zuidkant van het Oosterpark dat door midden gesneden lijkt door een vijver. 
De brug komt al voor op de tekeningen van de parkarchitect Leonard Springer uit 1893 en ook op de stadsplattegrond uit 1913 is een brug te zien. Echter, zo veelvuldig als brug 159 nabij uitgang Linnaeusstraat en Muiderkerk is gefotografeerd, zo weinig beelden zijn er van de bruggen 1925 en 1926 die meer centraal in het park liggen. In 1988 werd het Oosterpark gerenoveerd en werden ook de twee bruggen opnieuw gelegd. Zij kregen het uiterlijk mee van bruggen die elders in de stad in parken werden neergelegd; leuningen van zware houten balken vermoedelijk naar een ontwerp van Dirk Sterenberg werkend voor de Dienst der Publieke Werken. In 2016 werd die brug gerenoveerd en kreeg simpeler balustrades. Tijdens de uitwerking van de renovatieplannen van het park in de termijn 2010-2020 door Buro Sant en Co kregen de bruggen een nieuw uiterlijk, die teruggrijpt naar het ontwerp van de oorspronkelijke bruggen, maar de brugleuningen werden van moderne materialen gemaakt.
Op 28 september 2017 besloot de gemeente Amsterdam de brug te vernoemen naar mantelnaaister en oorlogsslachtoffer Klaartje de Zwarte-Walvisch, die in maart 1943 opgepakt werd wonende aan de Tweede Oosterparkstraat.

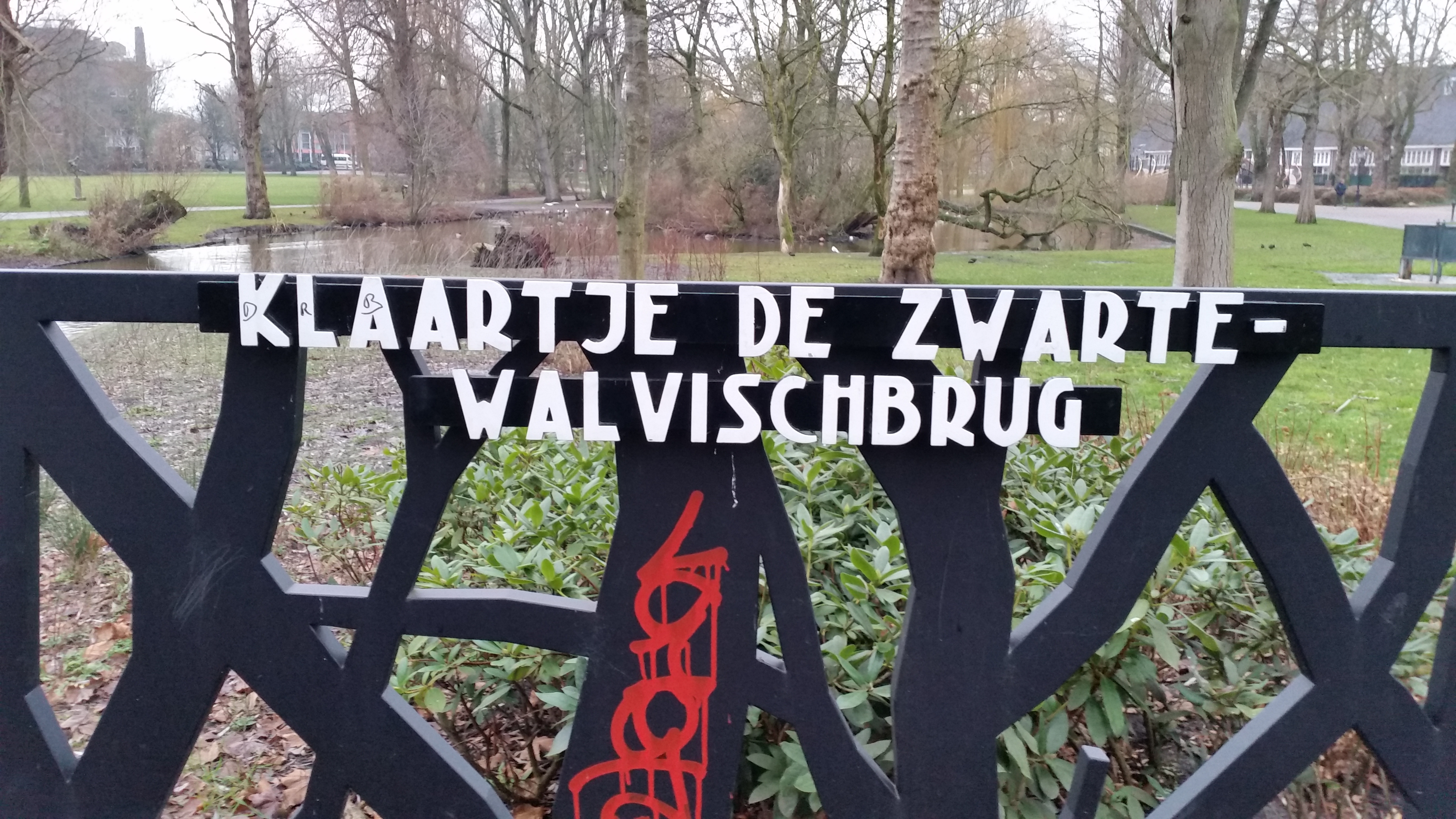
Naamplaat (december 2019)

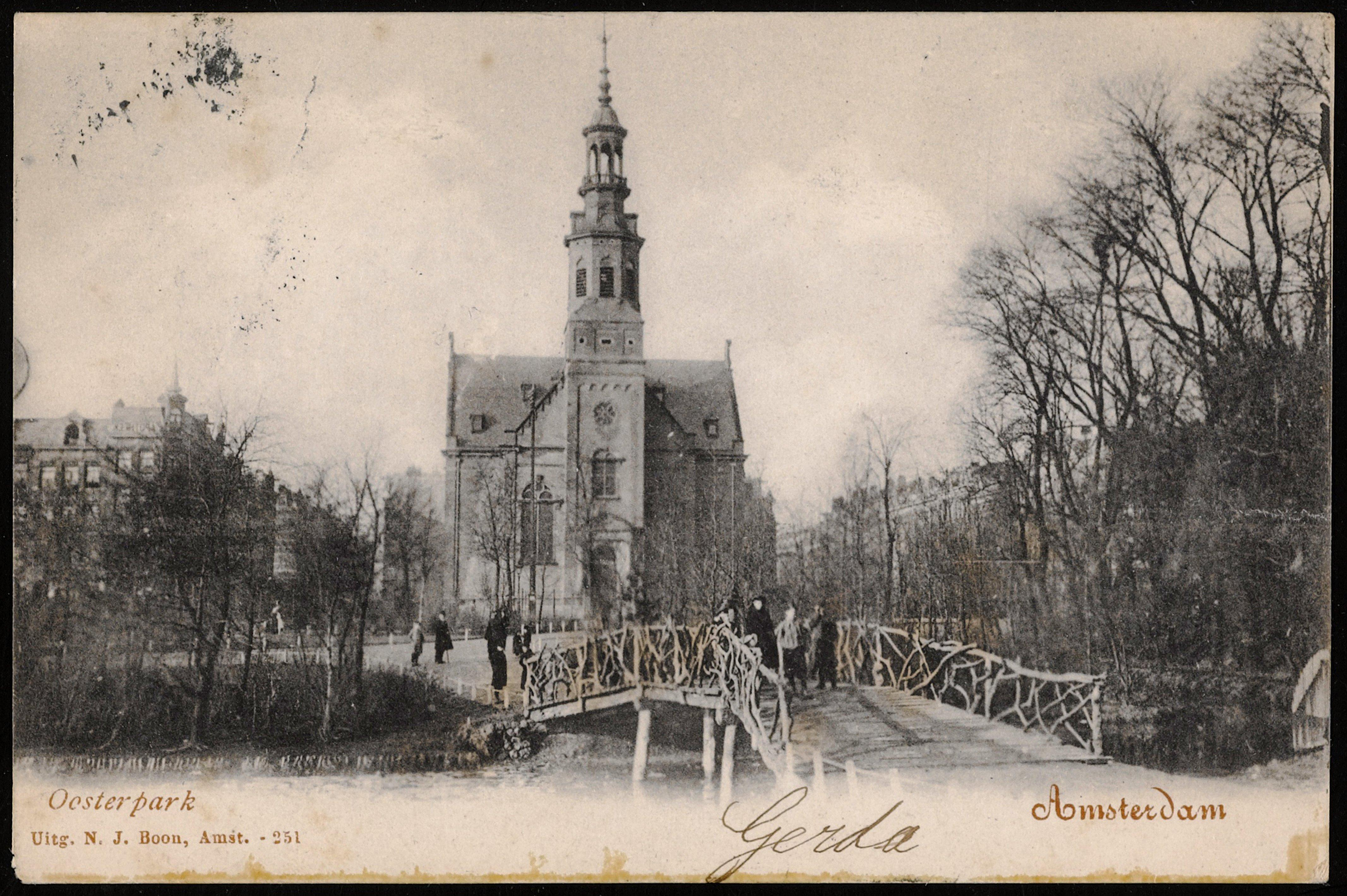
De originele Brug 159 van Springer (circa 1902)

<<< · 1900 · 1901 · 1902 · 1904 · 1906 · 1907 · 1908 · 1909 · 1910 · 1911 · 1913 · 1914 · 1915 · 1916 · 1917 · 1919 · 1920 · 1922 · 1923 · 1925 · 1927 · 1929 · 1930 · 1931 · 1932 · 1933 · 1935 · 1936 · 1937 · 1938 · 1939 · 1940 · 1941 · 1942 · 1944 · 1945 · 1946 · 1947 · 1948 · 1949 · 1950 · 1951 · 1952 · 1953 · 1954 · 1955 · 1956 · 1957 · 1958 · 1959 · 1960 · 1961 · 1962 · 1963 · 1964 · 1965 · 1966 · 1967 · 1968 · 1969 · 1970 · 1971 · 1972 · 1973 · 1974 · 1975 · 1976 · 1977 · 1978 · 1979 · 1980 · 1981 · 1982 · 1983 · 1984 · 1985 · 1986 · 1987 · 1988 · 1989 · 1990 · 1991 · 1992 · 1993 · 1994 · 1995 · 1996 · 1997 · 1998 · 1999 · >>>
Brugnummers 1903, 1905, 1912, 1918, 1921, 1924, 1926, 1928, 1934, 1943 zijn niet (meer) in gebruik (januari 2021)